# Pico de São Tomé
Pico de São Tomé ist mit 2.024 Meter der höchste Berg auf São Tomé und Príncipe. 
Er liegt westlich des Zentrums der Insel São Tomé im Parque Natural Obô de São Tomé im Distrikt Lembá. Der zweithöchste Punkt von São Tomé liegt südöstlich des Pico de São Tomé. Der Berg ist bewaldet und zu Fuß besteigbar.